# Elatostema procridioides
Elatostema procridioides är en nässelväxtart som beskrevs av Hugh Algernon Weddell. Elatostema procridioides ingår i släktet Elatostema och familjen nässelväxter. Inga underarter finns listade i Catalogue of Life.